# Sint-Salvatorkerk (Schengen)
De Sint-Salvatorkerk is een kerkgebouw in Schengen in Luxemburg. 
Ten zuidwesten van de kerk ligt het kerkhof en naar het oosten ligt het Kasteel van Schengen. De kerk is opgedragen aan Salvator Mundi.

## Geschiedenis
In 1608 werd er voor de eerste kapel melding gemaakt van een kapel in Schengen.
In 1807 werd Schengen een onafhankelijke parochie, waar het voordien deel uitmaakte van de parochie Perl.
In 1870 werd de kapel vergroot.
Op 29 januari 1947 werd de kerk volledig verwoest door een brand.
Op 8 mei 1949 legde men op dezelfde plek waar de oude kerk stond de eerste steen gelegd voor een nieuwe kerk, die op 9 november 1950 door hulpbisschop Léon Lommel werd ingewijd.

## Gebouw
Het georiënteerde kerkgebouw bestaat uit een schip, een koor en een koortoren met ingesnoerde torenspits.